# Eudistoma pachecae
Eudistoma pachecae är en sjöpungsart som först beskrevs av Van Name 1945.  Eudistoma pachecae ingår i släktet Eudistoma och familjen Polycitoridae. Inga underarter finns listade i Catalogue of Life.